# Copa da Coreia do Norte de Futebol
O Republican Championship (Hangul: 공화국선수권대회; Hanja: 共和國選手權大會) é um torneio eliminatório de futebol disputado na Coreia do Norte. O torneio começou a ser disputado em outubro de 1972. Era organizado, até 2011 (último registro), entre os meses de setembro e outubro.

## Campeões anteriores
- 1972–00: desconhecido
- 2000: April 25 Sports Club[2]
- 2002–03: desconhecido
- 2004: Rimyongsu Sports Club[3]
- 2005: desconhecido
- 2006: April 25 Sports Club[4]
- 2007: Amnokgang Sports Club[5]
- 2008: Amnokgang Sports Club
- 2009: Kyonggongop Sports Club[6]
- 2010: desconhecido
- 2011: April 25 Sports Club[7]